# 카테콜-O-메틸기전이효소
카테콜-O-메틸기전이효소(영어: catechol-O-methyltransferase, COMT) (EC 2.1.1.6)는 카테콜아민(도파민, 에피네프린 및 노르에피네프린 등), 카테콜 에스트로겐 및 카테콜 구조를 갖는 다양한 약물 및 물질을 분해하는 여러 효소 중 하나이다. 카테콜-O-메틸트랜스퍼레이스라고도 한다. 사람에게서 카테콜-O-메틸기전이효소는 COMT 유전자에 의해 암호화된다. 카테콜-O-메틸기전이효소의 두 가지 동질형 즉 가용성 짧은 형태(S-COMT) 및 막 결합된 긴 형태(MB-COMT)가 있다고 알려져 있다. 카테콜아민의 조절이 많은 의학적 상태에서 손상됨에 따라 몇몇 약물은 카테콜-O-메틸기전이효소의 활성 및 카테콜아민의 이용 가능성을 변경시키기 위해 카테콜-O-메틸기전이효소를 표적으로 사용한다. 카테콜-O-메틸기전이효소는 1957년에 미국의 생화학자 줄리어스 액설로드에 의해 처음으로 발견되었다.

## 같이 보기
- 모노아민 산화효소
- 노르에피네프린